# Rasanz
Die Rasanz ist eine Größe der Außenballistik und beschreibt die Gestrecktheit der Flugbahn eines ballistischen Geschosses.

Rasanzzahl: Quotient aus Schussweite s und Bahngipfel h über der Visierlinie

Beim waagerechten Schuss gibt die dimensionslose Rasanzzahl {\displaystyle R} das Verhältnis zwischen der Schussweite {\displaystyle s} und der Distanz {\displaystyle h} zwischen Bahngipfel und Visierlinie an:

{\displaystyle R={\frac {s}{h}}}
Die Rasanzzahl ist immer größer als Null, und je größer die Rasanzzahl, desto gestreckter ist die Flugbahn.
Die Rasanz ist ein wichtiger Parameter von Feuerwaffen. Je flacher die Geschossbahn verläuft, desto größer ist der Bereich des direkten Feuers, in dem der Aufwand, eine Waffe auf ein Ziel auszurichten, am geringsten ist und sich äußere Störgrößen am geringsten auswirken.
Die Rasanz wächst mit steigender Anfangsgeschwindigkeit und Querschnittsbelastung. Geschütze mit hohen Rasanzwerten fasst man in der Kategorie Flachfeuergeschütze zusammen.